# Državna univerza v Bakuju
Državna univerza v Bakuju (azerbajdžansko Bakı Dövlət Universiteti (BDU)) je javna univerza v Bakuju v Azerbajdžanu. Univerza, ki jo je leta 1919 ustanovil parlament Azerbajdžanske demokratične republike. Začela je z izobraževanjem zgodovinskih in filoloških, fizikalnih in matematičnih ter pravnih in medicinskih znanosti s 1094 v začetku vpisanih študentov. Prvi rektor BSU je bil V. I. Razumovsky, nekdanji profesor kirurgije na univerzi Kazan.
Leta 1930 je vlada v skladu z reorganizacijo visokega šolstva odredila, da se univerza zapre, nadomestil jo je Vrhovni pedagoški inštitut. Vendar je bila leta 1934 univerza znova ustanovljena in nadaljevala z delom skozi težka leta druge svetovne vojne, ko je doživljala pomanjkanje članov fakultete.
Do 40. obletnice leta 1959 je univerza imela že 13 fakultet. Azerbajdžanska medicinska univerza in Azerbajdžanska državna ekonomska univerza sta obe izstopili iz prvotnih fakultet na BSU.
Med diplomanti Bakujske univerze sta bila tudi dva nekdanja predsednika Azerbajdžana Abulfaz Elčibej in Hejdar Alijev. Prvi je diplomiral na fakulteti za arabski jezik in književnost, medtem ko je drugi, ki je več kot 30 let dominiral v političnem življenju Azerbajdžana, diplomiral na fakulteti za zgodovino. Nobelov nagrajenec fizik Lev Landau je študiral na BSU med letoma 1922 in 1924.

## Zgodovina
Bakujska državna univerza je bila ustanovljena 1. septembra 1919 s sklepom parlamenta Azerbajdžanske demokratične republike. Univerza je bila ustanovljena s štirimi fakultetami (zgodovina in filologija, fizika in matematika, pravo in medicina). Prvi rektor univerze je bil slavni kirurg V. I. Razumovsky.
Med vodilnimi profesorji v letih 1920–40 so bili azerbajdžanski pisatelj Abdurahim bek Hagverdijev, profesor orientalist P. K. Juze, profesor A. O. Makovelski, profesor A. O. Mišel in drugi učenjaki. V tem obdobju je uprava univerze v Baku povabila učitelje, kot so N. Y. Marr, V. V. Bartold, akademik vzhodne znanstvene akademije Fuad bek Kupruluzade.
Leta 1930 je bila univerza zaradi reorganizacije ukinjena po sklepu Sveta ljudskega komisarja. Nastal je Visoki pedagoški inštitut. Šele leta 1934 je državna univerza nadaljevala z delom in zelo kmalu postala republiško znanstveno-pedagoško središče. Kljub velikemu pomanjkanju univerzitetnih učiteljev, ker je večina učiteljev odšla v drugo svetovno vojno, je univerzi uspelo obdržati vodilni položaj. Leta 1945 so učitelji aktivno sodelovali pri ustanovitvi Azerbajdžanske akademije znanosti. Večina republiških univerz - na primer Azerbajdžanska medicinska univerza, Azerbajdžanska ekonomska univerza, Azerbajdžanska državna pedagoška univerza in druge - so bile ustanovljena na podlagi Bakujske državne univerze.
Leta po letu 1969 lahko štejemo za leta razvoja v smeri znanja in znanosti. Ob obsežnem zgodovinskem obdobju so v teh letih ustanovili fakultete za sodobne specialnosti, oddelke in približno 30 znanstveno raziskovalnih laboratorijev. Rezultat je bilo močno zagotovilo za prihodnji razvoj. Univerza se je začela nadalje razvijati, ko je na oblast prišel Hejdar Alijev. Z bogatim zgodovinskim ozadjem je bila Bakujska državna univerza od nekdaj pomembno znanstveno in izobraževalno središče Azerbajdžana. 
Stoletnico univerze v Bakuju so vse leto 2019 praznovali ne le v Azerbajdžanu, temveč tudi na Dunaju v Avstriji (september 2019) in na sedežu Unesca v Parizu (junij 2019). [4] [5] Posebna medalja v počastitev 100-letnice Bakujske državne univerze – Stoletna jubilejna (1919–2019) medalja Bakuške univerze – je bila izdana z odlokom predsednika novembra 2019, prejelo jo je 113 oseb. 

## Mednarodne povezave
Skozi čas je univerza gradila svoje mednarodne odnose. Trenutno ima članstvo v različnih združenjih in institucijah kot Združenje univerz Evrazije, ki združuje večino univerz nekdanje ZSSR. Med letoma 2002 in 2004 je vodila Združenje univerz črnomorskih držav. Poleg tega je univerza podpisala sporazume o znanstvenem in tehničnem sodelovanju, programe izmenjave študentov in učiteljev z Moskovsko državno univerzo, Srednjo vzhodno tehnično univerzo, Univerzo Antipole v Nice-Sofiji, Univerzo Indiana, Kijevsko nacionalno univerzo, Univerzo na Dunaju in drugimi visokimi univerze. Rezultat teh sodelovanj so skupne znanstvene konference, delavnice in izdajanje učbenikov. 

## Organizacija
Več kot 13.000 študentov študira na 43 različnih predmetnih področjih na 17 fakultetah, 116 kateder in številnih raziskovalnih laboratorijih. Knjižnica ima več kot 2 milijona zvezkov. Približno 250 profesorjev in več kot 1000 predavateljev in raziskovalnih asistentov poučuje na dodiplomskih in magistrskih študijskih programih.
Univerza je članica mreže balkanskih univerz in Mednarodne interakcijske zveze (IIAU). Univerzitetna partnerstva obstajajo s 25 tujimi univerzami v ZDA, na Japonskem, Kitajskem, Sudanu, Jordaniji, Ruski federaciji, Veliki Britaniji, Franciji, Turčiji in Iranu.

## Fakultete
- azerbajdžanski jezik in literatura
- knjižničarstvo
- biologija
- kemija
- geografija
- geologija
- zgodovina
- mednarodno pravo in mednarodni odnosi
- novinarstvo
- matematika, uporabna matematika
- mehanika
- orientalistika
- fizika
- psihologija
- sodna praksa
- ruski jezik in literatura
- družbene vede
- teologija
- ekonomska kibernetika